# 春とヒコーキのグピ☆グパ☆グポ
『春とヒコーキのグピ☆グパ☆グポ』（はるとヒコーキのグピグパグポ）は、お笑いコンビ・春とヒコーキがパーソナリティを務めるラジオ番組。
お笑いラジオアプリGERAにて毎週火曜日20時に更新、その翌週にSpotifyやApple Podcasts、GooglePodcastsで配信。

## 概要
2021年10月9日、お笑いラジオアプリGERAの新人発掘を目的とした単発プログラムGERA NEXTにてパーソナリティを務める。
2022年3月15日、冠特番「春とヒコーキのグピ☆グパ☆グポ」全13回を配信。同年8月16日、レギュラー番組に昇格。

## コーナー
- オノマト「屁」
- 妄想アンチスレ
- 揃いも揃ってみんなダメ
- シコれ！若者たち！
- ンギモッヂィイイ
- 出入り禁止だ
- 週刊C級ゴシップ！
- 耳にバキ
- 槇原幸雄の憂鬱
- 森のバター アボカド
- 空想漫画名言集
- 土岡の心を取り戻せ
- サイコパス土岡

## スタッフ
- 放送作家 - 山田ボールペン

## 名前の由来
ラジオ名企画会議にてぐんぴぃが発案した名前である。
「グピ☆グパ☆グポ」はぐんぴぃ曰くフェラチオの擬音である。後から「Good People, Good Party, Good Possible」のを縮めたものであるという意味を付けたし企画会議内で押しきった。